# Нижня Вільшанка
Нижня Вільшанка  (рос. Нижняя Ольшанка) — село в Пристенському районі Курської області Російської Федерації.
Населення становить 47 осіб. Входить до складу муніципального утворення Середньовільшанська сільрада.

## Історія
Населений пункт розташований на території українського етнічного та культурного краю Східна Слобожанщина.
Від 2004 року входить до складу муніципального утворення Середньовільшанська сільрада.

## Населення
| 2002 | 2010 |
| ---- | ---- |
| 136  | ↘47  |